# Catàleg de les dones

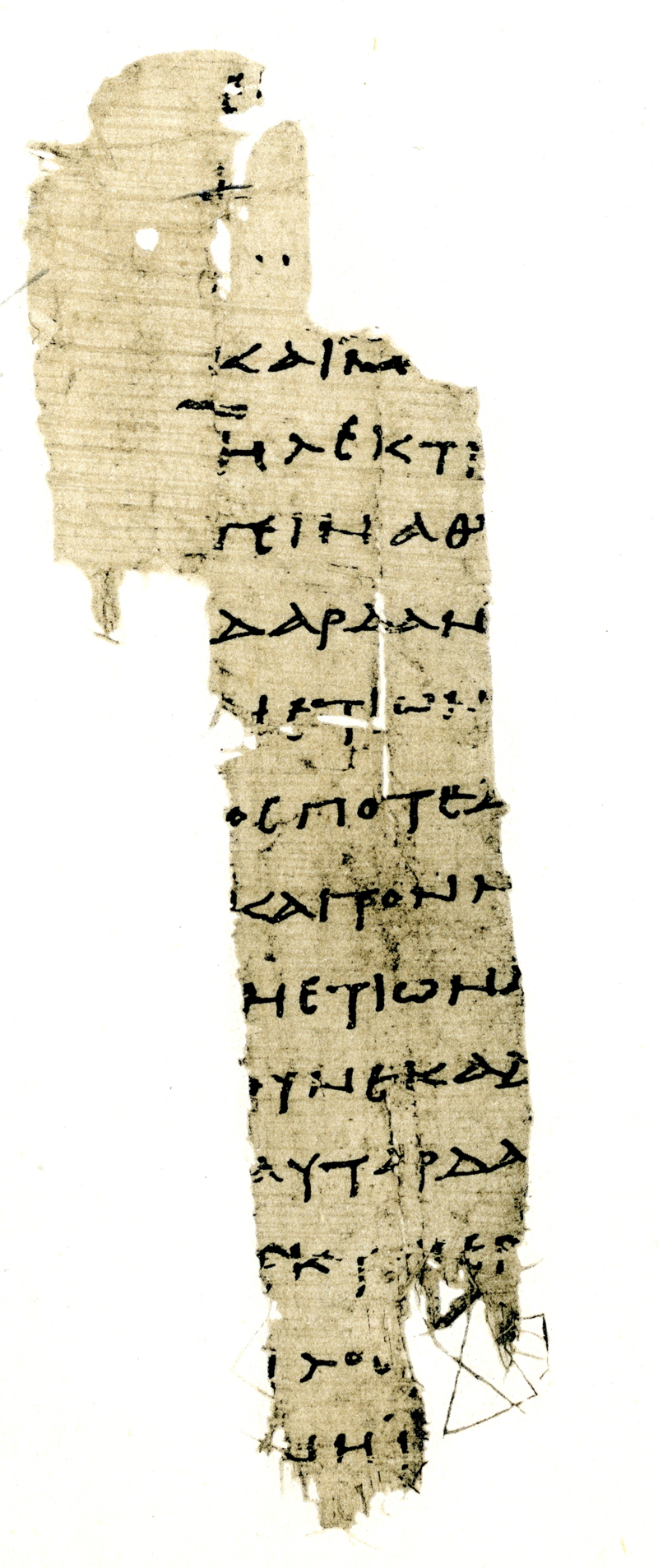
Fragment d'un papir que conté el principi de la descripció de la família de l'heroïna Electra del llibre 3 o 4

El Catàleg de les dones (en grec: κατάλογος γυναικῶν, katálogos gynaikon), també conegut com a Eees: en grec: Ἠοῖαι, en llatí: Eoeae o Ehoeae, derivat de la fórmula ἠ οἵη / Høie, 'o que...', que introdueix cada estrofa del poema, és un dels tres poemes d'Hesíode, dividit en cinc llibres. Del Catàleg, només sobreviuen alguns papirs i en fragments citats per altres autors. Així i tot, el Catàleg està molt més ben esmentat que la majoria de les obres de l’antiguitat considerades perdudes, amb unes 1.300 línies parcials supervivents, segons una estimació: «entre un terç i una quarta part del poema original.»
El Catàleg fa referència a la genealogia de les grans heroïnes de la mitologia grega, que es van unir als déus, i els herois i semidéus que van engendrar.
El primer llibre presentava el començament de la història de la humanitat, quan eren comunes «a les taules les reunions públiques per als déus immortals i per als humans de destí mortal». Tanmateix, aviat Zeus va enviar un diluvi que va donar fi a l'època d'or i va començar l'època heroica. En aquest punt, en què són recordats els fundadors de les tres estirps gregues (Doros, Aeolus i Xutos), el poeta canta les genealogies d'alguns herois del mite. El segon llibre contava la història de Io, segrestada per Zeus, de qui va tenir Èpaf, del llinatge dels quals descendeixen Dànau i Europa. També va parlar de les filles de Dànau i del rapte d'Europa, que va donar a llum a Radamant, Sarpedó i Minos. D'aquest últim i de la descendència de Pelasg es parlava en el tercer llibre, mentre que el tema del quart llibre eren les genealogies dels atlants, d'Atreu (pare d'Agamèmnon i Menelau) i Alcmena, mare d'Hèracles. Finalment, el llibre cinquè descrivia la història d'Helena, fins a l'esclat de la Guerra de Troia.
Segons un estudi de Richard Janko, el Catàleg de les dones data de prop del 700 aC, i és probablement contemporani de la Teogonia d'Hesíode.